# Oslob
Oslob è una municipalità di quarta classe delle Filippine, situata nella Provincia di Cebu, nella Regione del Visayas Centrale.
Oslob è formata da 21 baranggay:
- Alo
- Bangcogon
- Bonbon
- Calumpang
- Canangca-an
- Cañang
- Cansalo-ay
- Can-ukban
- Daanlungsod
- Gawi
- Hagdan
- Lagunde
- Looc
- Luka
- Mainit
- Manlum
- Nueva Caceres
- Poblacion
- Pungtod
- Tan-awan
- Tumalog

Diventata famosa per la presenza stanziale degli squali balena, attrazione turistica che porta migliaia di turisti tutto l'anno.
Questa attrazione ha suscitato non poche controversie per via dello sfruttamento degli animali.
Pur essendo animali in libertà le critiche si concentrano sul fatto che gli animali si sono abituati a ricevere cibo dall'uomo facendoli diventare da animali migratori a stanziali.